# Palaeothentidae
Палеотентовые (лат. Palaeothentidae) — семейство вымерших сумчатых млекопитающих из отряда ценолестов, обитавших во времена от нижнего олигоцена до среднего миоцена в Южной Америке.

## Описание
Основные отличия от представителей семейства ценолестовых:
- Отсутствует предглазничная впадина
- Ветвь нижней челюсти глубже и относительно короче
- Первый нижний моляр имеет более длинный паракристид
- Первые моляры неизменно гораздо больше вторых
- Первый и второй верхние премоляры сильно редуцированы

## Систематика
Изначально Sinclair в 1906 году выделил таксон как подсемейство Palaeothentinae в составе семейства ценолестовых, но сотни новых находок и описания новых видов и родов, последовавшие с 1982 года, дали возможность американским палеонтологам Томасу Боуну (англ. Thomas M. Bown) и Джону Флиглу (англ. John G. Fleagle) пересмотреть прежнее систематическое положение и выделить самостоятельное семейство.
Согласно мнению Международной комиссии по зоологической номенклатуре от 1983 года название Palaeothentidae Sinclair, 1906 имеет приоритет над следующими названиями группы семейства:
- Abdertidae Ameghino, 1889
- Garzoniidae Ameghino, 1891
- Decastidae Ameghino, 1893

### Классификация
По данным сайта Fossilworks, на апрель 2017 года в семейство включают следующие вымершие роды:
- Acdestis Ameghino, 1887
- Acdestodon Bown & Fleagle, 1993[7]
- Acdestoides Bown & Fleagle, 1993[7]
- Antawallathentes Rincón et al., 2015
- Carlothentes Bown & Fleagle, 1993[7]
- Hondathentes Dumont & Brown 1997
- Palaeothentes Ameghino, 1887
- Parabderites Ameghino, 1902
- Pilchenia Ameghino, 1904[8] [syn. Sasawatsu Goin & Candela, 2004] (или в семействе Caenolestidae[6])
- Propalaeothentes Bown & Fleagle, 1993[7]
- Titanothentes Rae et al., 1996
- Trelewthentes Bown & Fleagle, 1993[7]